# Koczereżky
Koczereżky (ukr. Кочережки) – wieś na Ukrainie, w obwodzie dniepropetrowskim, w rejonie pawłohradzkim, w hromadzie Werbky. W 2001 liczyła 1670 mieszkańców, spośród których 1578 wskazało jako ojczysty język ukraiński, 79 rosyjski, 1 mołdawski, 1 białoruski, 1 ormiański, a 10 inny.